# Villa Anne-Marie
La villa Anne-Marie est une villa située au 8, rue Albert-Londres à Vichy. Résidence de l'architecte Paul Martin, elle fut édifiée en 1902 dans un style néo-classique.

## Histoire
Paul Martin, originaire de Varennes-sur-Allier, arrive à Vichy en 1896. Architecte, il fait construire une première résidence personnelle, au 70 rue de Strasbourg. Dans la foulée, il y ouvre un cabinet d'architecte en 1899. Il entreprend la construction d'une nouvelle villa, la villa Anne-Marie, en 1902.
Le coût de la construction du bâtiment est de 42 735 francs, ce qui apparaît relativement onéreux par rapport à sa première villa rue de Strasbourg, seulement deux fois plus petite et facturée à 14 000 francs.
La villa est inscrite au titre des monuments historiques par arrêté du par arrêté du 21 août 1989.